# Kanton Sauveterre-de-Guyenne
Sauveterre-de-Guyenne is een voormalig kanton van het Franse departement Gironde. Het kanton maakte deel uit van het arrondissement Langon. Het kanton werd opgeheven bij decreet van 20 februari 2014, met uitwerking op 22 maart 2015. Veertien gemeenten werden opgenomen in het nieuw gevormde kanton Le Réolais et les Bastides, de overige in het nieuw gevormde kanton L'Entre-Deux-Mers.

## Gemeenten
Het kanton Sauveterre-de-Guyenne omvatte de volgende gemeenten:
- Blasimon
- Castelviel
- Cleyrac
- Coirac
- Daubèze
- Gornac
- Mauriac
- Mérignas
- Mourens
- Ruch
- Saint-Brice
- Saint-Félix-de-Foncaude
- Saint-Hilaire-du-Bois
- Saint-Martin-de-Lerm
- Saint-Martin-du-Puy
- Saint-Sulpice-de-Pommiers
- Sauveterre-de-Guyenne (hoofdplaats)